# Manuel Murillo Sánchez
Manuel Murillo Sánchez   (Rubí, 8 d'agost de 1956) és un atleta de cursa de fons.
Fill de l'últim alcalde franquista de Rubí, Manuel Murillo Iglesias, s'inicià en l'atletisme en la Unió Atlètica Rubí després d'haver complert els 30 anys i va aconseguir el campionat d'Espanya dels 100 quilòmetres en 4 ocasions, del 1993 al 1996. També va participar també en dos Campionats d'Europa i sis Copes del Món. Per aquest èxits, va rebre el guardó de millor esportista rubinenc el 1994 i 1996.
El seu nom va transcendir als mitjans el 8 de novembre de 2018 després que el diari Público informés, arran de l'aixecament del secret de sumari, que havia estat empresonat preventivament des del 21 de setembre de 2018 per haver demanat en un grup de Whatsapp ajuda logística per a l'assassinat del president del govern espanyol Pedro Sánchez i disposar d'un arsenal d'armes en la seva propietat. L'Audiència Nacional Espanyola ha afirmat que aquest cas no havia de considerar-se terrorisme.